# Łaurencij Abecedarski
Łaurencij Abecedarski (biał. Лаўрэнцій Сямёнавіч Абэцэдарскі lub Абецадарскі (ur. 13 lipca 1916 w Horkach, zm. 6 lipca 1975) – białoruski historyk. Przedstawiciel kierunku wulgarno-socjalistycznego w nauce historycznej Białorusi w okresie sowieckim, zwanej "abecedarszczyną”.

## Biografia
W 1946 ukończył studia na Białoruskim Uniwersytecie Państwowym im. Włodzimierza Lenina, gdzie pracował później jako wykładowca. W 1950 obronił pracę kandydata nauk na temat „Walka narodów ukraińskiego i białoruskiego o zjednoczenie z Rosją w połowie XVII wieku”. Stał na czele Katedry Historii ZSRR (1950–1958), a od 1958 Historii Białoruskiej SRR. W 1966 r. obroniła pracę doktorską na temat „Walka narodu białoruskiego o zjednoczenie z Rosją (druga połowa XVI-XVII w.)”. 
Zajmował się głównie związkami Białorusi i Rosji na przestrzeni dziejów, podkreślając znaczenie państwa rosyjskiego w rozwoju Białorusi, krytykując jednocześnie okres jej przynależności do Wielkiego Księstwa Litewskiego i Rzeczypospolitej.
Jeden z autorów dwutomowej historii BSRR, podręcznika szkolnego do historii BSRR; dwutomowych (1954-1961) i pięciotomowych (1972-1975) „Historia Białoruskiej SRR”, „Historia Mińska” (1957), „Białoruska Encyklopedia Radziecka” (1969-1975. Pod redakcją Abedsedarskiego, ukazały się podręczniki dla szkół „Strony naszej historii: książka do czytania o historii BSRR w szkole podstawowej”.

## Poglądy
Abecedarski był zwolennikiem jednolitej koncepcji zjednoczenia narodów wschodniosłowiańskich wokół Moskwy i Carstwa Moskiewskiego. Uważał państw moskiewskie za poprzednika ZSRR. Uważał historię Białorusi za część historii Rosji. Wyrażał opinię, że Imperium Rosyjskie ma historyczne prawa do ziem białoruskich. Uważał Wielkie Księstwo Litewskie za wyłącznie państwo litewskich panów feudalnych. Negował postępową rolę prawa magdeburskiego i Statutów Litewskich. Za początek białoruskiej państwowości uznał październikowy zamach stanu, nie wspominając o Białoruskiej Republice Ludowej. Swoich przeciwników nazywał „najemnikami imperialistów amerykańskich i zachodnioniemieckich”, „poplecznikami Hitlera”, „burżuazyjnymi fałszerzami” oraz „wrogami pokoju i postępu”, a ich dzieła „wynalazkami białoruskiej burżuazji i nacjonalistów”. Według wspomnień Anatolija Hryckiewicza lubił powtarzać, że „historyk musi umieć znaleźć fakty na poparcie swojej koncepcji”. 

## Krytyka
Krytycy Abecedarskiego zarzucają mu świadomą jednostronność, nieograniczone manipulowanie świadomością historyczną społeczeństwa, zastępowanie wiedzy historycznej ideologią rosyjskiego imperializmu. Swoje wersje najczęściej opierał na źródłach pochodzących z moskiewskich instytucji oficjalnych zainteresowanych właśnie takimi poglądami, nie przeprowadzając analizy źródłowej. Odwoływał się niemal wyłącznie do prac historyków radzieckich i poszczególnych przedstawicieli rosyjskiej historiografii przedrewolucyjnej. Aby potwierdzić własne przemyślenia, posługiwał się cytatami innych naukowców, które jednak pozostawały w sprzeczności z kontekstem dzieł, z których pochodzą. Ignorował wszystkie prace kwestionujące jego wnioski. 
Według historyka Alesia Smolanczuka celem Abetsedarskiego w redagowaniu podręczników szkolnych było fałszowanie wiedzy historycznej i wypaczanie świadomości Białorusinów, a swoim antybiałoruskim stanowiskiem zaprzeczał wielu tezom nawet sowieckiej historiografii.

## Wybrane publikacje
- Белоруссия и Россия: Очерки русско-белорусских связей второй половины XVI—XVII вв. (1978)
- Борьба украинского и белорусского народов за воссоединение с Россией в середине XVII века (1954)
- Белорусы в Москве в XVII в. Из истории русско-белорусских связей (1957)